# Edmond Hadengue
Pour les articles homonymes, voir Hadengue.
Edmond Hadengue, né le 14 octobre 1908 à Ennemain (Somme) et mort le 4 février 1944 à Mauthausen (Autriche), fut un pionnier de la Résistance française en zone occupée.

## Occupation
Agent général d'une grosse compagnie d'assurances à Amiens, il est honorable correspondant du SR Guerre.
Il met son réseau de relations au service de Pierre de Froment venu le trouver de la part du capitaine Léon Simoneau.

## Arrestation - déportation
Arrêté le 22 janvier 1943, il est emprisonné à Fresnes, puis à Romainville où il retrouve Denise Cerneau, Louis Jorimann, Pierre de Froment.
Le 16 août 1943, il est déporté à la prison de Sarrebruck. 
Il meurt d'épuisement au camp de Mauthausen.

## Monuments
Le nom d'Edmond Hadengue est gravé sur le monument aux morts des services spéciaux français de Ramatuelle (Var).